# Station Osiek Grodkowski
Station Osiek Grodkowski is een spoorwegstation in de Poolse plaats Osiek Grodkowski.